# Edificio Metropol
El Edificio Metropol es un edificio ecléctico está situado en la Plaza de España, Ensanche Modernista de la ciudad española de Melilla que forma parte del Conjunto Histórico Artístico de la Ciudad de Melilla, un Bien de Interés Cultural.

## Historia
El solar 176 del Barrio Reina Victoria es adjudicado el 15 de abril de 1910 de forma provisional a Antonio Baena, que lo vende el 21 de junio de 1910 al empresario malagueño  Félix Saénz, representado por su apoderada Eduardo Rubio en la notaría de Roberto Cano. Saénz construye el edificio entre 1910 y 1911 según proyecto de Manuel Rivera Vera firmado en Málaga el 27 de julio de 1910, modificado el 28 de octubre del mismo año para sumarle una lanta.
En el estuvo la Cafetería Metropol, que le de nombre al edificio, y en la cual el 12 de febrero de 1979 explotó una bomba colocada por dos nacionalistas marroquíes, no obstante la cafetería pudo reabrirse a los pocos días, y cerró en el año 1986, que falleció el dueño Jaime Casals Prats. Pero fue la primera planta la que más sufrió la explosión, quedando en malas condiciones y precipitando el abandono del edificio sobre 1984, hasta que fue remodelado  sobre 1986

## Descripción
Consta de planta baja y tres plantas, está construido con paredes de mampostería de piedra local y ladrillo macizo, con vigas de hierro y bovedillas del mismo ladrillo. Sus fachadas están compuestas de unos bajos con arcos, que dan paso a unas plantas de ventanas con molduras, más complejas las de la última planta, con balcones con rejerías, que finalizan en los petos con los jarrones. En el chaflán se sitúa un mirador de tres plantas que acaba en una cúpula gallonada verde.